# Остојићи (Двор)
Остојићи су насељено мјесто у општини Двор, у Банији, Сисачко-мославачка жупанија, Република Хрватска.

## Историја
Остојићи су се од распада Југославије до августа 1995. године налазили у Републици Српској Крајини.

## Становништво
На попису становништва 2011. године, Остојићи су имали 5 становника.
| Националност       | 1991. | 1981. | 1971. | 1961. |
| Срби               | 207   | 242   | 304   | 379   |
| Југословени        | 4     | 16    | 15    |       |
| Муслимани          |       |       | 6     |       |
| Хрвати             | 1     |       |       |       |
| остали и непознато | 2     | 2     |       |       |
| Укупно             | 214   | 260   | 325   | 379   |

| Демографија | Демографија | Демографија |
| Година      | Становника  | Становника  |
| ----------- | ----------- | ----------- |
| 1961.       | 379         |             |
| 1971.       | 325         |             |
| 1981.       | 260         |             |
| 1991.       | 214         |             |
| 2001.       | 4           |             |
| 2011.       |             | 5           |

## Попис1991.
На попису становништва 1991. године, насељено место Остојићи је имало 214 становника, следећег националног састава:
| Попис 1991.‍  | Попис 1991.‍  | Попис 1991.‍ | Попис 1991.‍ | Попис 1991.‍ |
| ------------ | ------------ | ----------- | ----------- | ----------- |
|              |              |             |             |             |
| Срби         | Срби         |             | 207         | 96,72%      |
| Југословени  | Југословени  |             | 4           | 1,86%       |
| Хрвати       | Хрвати       |             | 1           | 0,46%       |
| неопредељени | неопредељени |             | 1           | 0,46%       |
| непознато    | непознато    |             | 1           | 0,46%       |
| укупно: 214  |              |             |             |             |